# 今野鮎莉
今野 鮎莉（こんの あゆり、1997年1月10日 - ）は、日本の元女優。東京都出身。かつてトヨタオフィスに所属していた。

## 経歴
2012年、映画『Another アナザー』で女優デビュー。
2013年、スーパー戦隊シリーズ『獣電戦隊キョウリュウジャー』にアミィ結月 / キョウリュウピンク役でテレビドラマ初出演を果たす。
2014年4月から2016年3月にかけて、『めざましテレビ』のイマドキガールとしてレギュラーを担当した。
2018年7月31日付で芸能界引退を自身のブログにて発表した。
2023年10月放送の『王様戦隊キングオージャー』第32話・第33話にキョウリュウジャー10周年を記念してゲスト出演し、一時復帰を果たした。また、その後の物語を描くVシネクスト『王様戦隊キングオージャーVSキョウリュウジャー』にも出演。

## 人物
特技は一輪車で、『キョウリュウジャー』の劇中でも披露した。撮影当時は、監督の坂本浩一の明るさと寛容さに惹かれ、モニターチェックの時もよく隣に行くぐらいには好感を持っていた。『爆竜戦隊アバレンジャー』が好きであるとインタビューで語っていた。

## 出演

### 映画
- Another アナザー（2012年8月4日、角川映画）
- スーパー戦隊シリーズ（東映） - アミィ結月 / キョウリュウピンク 役
  - 特命戦隊ゴーバスターズVS海賊戦隊ゴーカイジャー THE MOVIE（2013年1月19日） - キョウリュウピンクの声 役
  - 仮面ライダー×スーパー戦隊×宇宙刑事 スーパーヒーロー大戦Z（2013年4月27日）
  - 劇場版 獣電戦隊キョウリュウジャー ガブリンチョ・オブ・ミュージック（2013年8月3日）
  - 獣電戦隊キョウリュウジャーVSゴーバスターズ 恐竜大決戦! さらば永遠の友よ（2014年1月18日）
  - 烈車戦隊トッキュウジャーVSキョウリュウジャー THE MOVIE（2015年1月17日）
- スクールガール・コンプレックス〜放送部篇〜（2013年8月17日、SDP） - 西野マユ 役
- 俺たち賞金稼ぎ団（2014年5月10日、東映） - 桜川カオリ 役[8][注 2]
- 恋愛漫画はややこしい〜集まれ! 恋する妄想族〜（2014年5月10日、Kingdom Entertainment） - 河野久美 役[注 3]
- ストロボ・エッジ（2015年3月14日、東宝）[9]
- 斉木楠雄のΨ難（2017年10月21日、ソニー・ピクチャーズ エンタテインメント / アスミック・エース）

### テレビドラマ
- スーパー戦隊シリーズ（テレビ朝日） - アミィ結月 / キョウリュウピンク 役
  - 獣電戦隊キョウリュウジャー（2013年2月17日 - 2014年2月9日）
  - 王様戦隊キングオージャー 第32話・第33話（2023年10月8日・15日）[10]
- ヤバい検事 矢場健4〜ヤバケンの暴走捜査〜（2014年11月14日、フジテレビ） - 浅川理沙 役
- 怪奇恋愛作戦（2015年1月9日 - 3月28日、テレビ東京） - 萌香 役
- 闇金ウシジマくんseason3（2016年7月17日 - 9月19日、MBS） - 上原みゆき 役

### その他テレビ番組
- めざましテレビ 「イマドキ」（2014年4月 - 2016年3月、フジテレビ） - イマドキガール[注 4]

### ネットムービー
- ネット版 仮面ライダー×スーパー戦隊×宇宙刑事 スーパーヒーロー大戦乙!〜Heroo!知恵袋〜あなたのお悩み解決します!（2013年） - アミィ結月 役
- 勇敢戦隊ブレイブフロンティア（2018年2月12日 - 5月31日、YouTube） - 光のブレイブ アトロ 役
- 獣電戦隊キョウリュウジャー ブレイブ33.5 これぞブレイブ!たたかいのフロンティア（2018年2月12日 - 5月31日、YouTube） - アミィ結月 / キョウリュウピンク 役

### オリジナルビデオ
- スーパー戦隊シリーズ（東映ビデオ）
  - 帰ってきた獣電戦隊キョウリュウジャー 100 YEARS AFTER（2014年6月20日） - アミィ結月 / キョウリュウピンク、アミねえさん / キョウリュウシアン / キョウリュウピンク 役
  - 王様戦隊キングオージャーVSキョウリュウジャー（2024年10月9日） - アミィ結月 役
- 流し屋 鉄平（2015年3月13日、東映ビデオ） - 井上しずく 役

### CM
- 宮崎県 小林市 PRムービー 「サバイバル下校」篇[11]

### 玩具
- 獣電戦隊キョウリュウジャー ガブリボルバー -MEMORIAL EDITION-（2024年6月27日）

### その他
- 桃まつり presents すき
- 河合塾 広告モデル（2011年）